# Wenn du geredet hättest, Desdemona
Wenn du geredet hättest, Desdemona. Ungehaltene Reden ungehaltener Frauen ist ein Zyklus von Monologen von Christine Brückner. Er erschien 1983 bei Hoffmann und Campe, mit Zeichnungen von Horst Janssen. Die Monologe wurden in verschiedene Sprachen übersetzt und an vielen Theatern inszeniert, wodurch sie Brückners Erfolg als Theaterautorin begründeten.

## Inhalt
Die elf Texte sind Monologe von zehn (elf) bekannten Frauen aus der Geschichte, der Literatur und der Mythologie, die in ihren persönlichen Geschichten nur Nebenrollen spielten und, so suggeriert der Titel, nicht genug zu Wort gekommen sind. Brückner gibt diesen Frauen eine Stimme und im siebten Monolog ist sie es selbst, die eine ungehaltene Rede an die Kollegin Meysenbug hält.
Brückner zeigt in ihrem erfolgreichen Buch eine bei Erscheinen (1983) neue, weibliche Perspektive auf scheinbar bekannte Ereignisse. Die Monologe sind jeweils in eine fiktive Situation eingebettet und haben eine bestimmte Adressatin; beides wird im Untertitel des jeweiligen Textes deutlich gemacht.

### Brückners Perspektive
Bei aller sprachlichen und unterhaltsamen Virtuosität der Texte Christine Brückners, die Walter Jens als „Schalksinn, Einfallsreichtum und amüsantes Umkehren aller Verhältnisse“ und „immer gegen den Strich gebürstet“ charakterisiert, ist ein leidenschaftlicher, realistischer („ungehaltener“) Unterton nicht zu überhören, der in den Literaturbesprechungen zu diesem Buch Brückners nicht immer zur Geltung kommt. Er ist besonders ausgeprägt etwa in der fünften Rede an Lysistrate und die Frauen von Athen und in der achten Rede Gudrun Ensslins gegen die Wände der Stammheimer Zelle oder dem zehnten Gebet der Maria in der judäischen Wüste.
Im siebten Monolog ist es Brückner selbst, die im weiten Sinn autobiographische Einblicke gibt.

## Titel der Monologe
- Ich wär Goethes dickere Hälfte. Christiane von Goethe im Vorzimmer der verwitweten Oberstallmeisterin Charlotte von Stein
- Wenn du geredet hättest, Desdemona. Die letzte Viertelstunde im Schlafgemach des Feldherrn Othello
- Bist du sicher, Martinus? Die Tischreden der Katharina Luther, geborene von Bora
- Vergeßt den Namen des Eisvogels nicht. Sappho an die Abschied nehmenden Mädchen auf Lesbos
- Du irrst, Lysistrate! Die Rede der Hetäre Megara an Lysistrate und die Frauen von Athen
- Triffst du nur das Zauberwort. Effi Briest an den tauben Hund Rollo
- Eine Oktave tiefer, Fräulein von Meysenbug! Rede der ungehaltenen Christine Brückner an die Kollegin Meysenbug
- Kein Denkmal für Gudrun Ensslin. Rede gegen die Wände der Stammheimer Zelle
- Die Liebe hat einen neuen Namen. Die Rede der pestkranken Laura an den entflohenen Petrarca
- Wo hast du deine Sprache verloren, Maria? Gebet der Maria in der judäischen Wüste
- Bist du nun glücklich, toter Agamemnon? Die nicht überlieferte Rede der Klytämnestra an der Bahre des Königs von Mykene

1996 erschien eine erweiterte Ausgabe im Ullstein Verlag mit drei weiteren Reden:
- Wir sind quitt, Messieurs! Die Kameliendame an „Marionette“, ihre Kleiderpuppe
- Die Banalität des Bösen. Rede der Eva Hitler, geb. Braun, im Führerbunker
- Die Reise nach Utrecht. Rede einer Ungeborenen[4]

## Adaption
Die Monologe erschienen 2005 im Hörverlag auch als Hörbuch, gelesen von Eva Mattes, Maria Wimmer, Christa Berndl, Doris Schade und Rita Russek.

## Rezeption
In Anlehnung an den Zyklus führt die Stiftung Brückner-Kühner zusammen mit anderen Trägern seit 2021 ein Projekt durch, in dem Frauen bis Juli kurze Redebeiträge auf video gefilmt einreichen konnten. Einige wurden anschließend an Brückners Todestag öffentlich vorgetragen. 2021 wurden 119 Reden eingesandt und 6 ausgewählt.